# Patito feo (telenovela)
Patito feo (conocida internacionalmente como Patty's World en sus respectivas traducciones) es una telenovela musical argentina producida por Ideas del Sur, destinada al público infantil-juvenil y nominada a los Premios Emmy. Desde su debut el 10 de abril de 2007 en Argentina (Canal 13), ha sido emitida principalmente por Disney Channel entre 2007 y 2011 en más de 50 países de América Latina, Europa y Asia, presentando un éxito mundial. Patito feo influyó notablemente en la cultura popular y se ha consagrado como «uno de los grandes éxitos de Disney Channel», al romper récords de audiencia tras su estreno, y ser aclamada como pionera en la inauguración y triunfo del género telenovela en el canal, logrando que una producción latinoamericana superase por primera vez a las producciones estadounidenses clásicas de la compañía durante su emisión, desafiando las barreras culturales y del idioma.
La serie fue protagonizada por Laura Esquivel y Brenda Asnicar, seguido de Juan Darthés, Griselda Siciliani y Gloria Carrá, quienes encabezaban el elenco adulto.
Patito feo ha logrado posicionar su discografía como número uno de las listas de ventas internacionales con Patito feo: La historia más linda (2007), Patito feo en el Teatro (2007), La vida es una fiesta (2008) y el álbum en vivo Patito feo: El musical más bonito (2010), siendo las bandas sonoras más vendidas del año en países como Italia, España, Grecia, Portugal, Argentina, México y Colombia, entre otros.
Desde 2007 hasta 2011, Laura Esquivel y Brenda Asnicar se convirtieron en las mayores ídolas argentinas del momento,presentándose ante más de dos millones de espectadores en todo el mundo durante cuatro giras musicales. Después de realizar numerosas funciones en el Teatro Gran Rex de Buenos Aires, Argentina, y ser teloneras de High School Musical en el Estadio Antonio Vespucio Liberti, las actrices recorrieron los países de Europa y América Latina, actuando en recintos conmemorados por su prestigio a nivel histórico, destacando el Auditorio Nacional de Ciudad de México, el Arena de Verona en Italia, el Palau Sant Jordi de Barcelona, España o el Complejo Olímpico Deportivo de Faliro de Atenas, Grecia, entre otros estadios, en los cuales se repitieron funciones hasta tres días seguidos. Debido a la gran demanda por parte del público, se anunciaron las respectivas giras en solitario de las protagonistas, además de presentar el espectáculo musical en 200 salas de cine como Il Mondo di Patty: La Festa al Cinema, reafirmándose por la crítica como un auténtico fenómeno.
Entre sus mayores reconocimientos y certificaciones, Patito feo destaca como la mayor revelación del panorama televisivo y musical de la época, siendo nominada como Mejor programa infantil y juvenil en los Premios Emmy, obteniendo once discos de platino con un mismo álbum, y recibiendo el mayor número de premios como Mejor álbum infantil, Álbum más vendido del año, DVD más vendido del año y Ringtone más vendido del año en los Premios Carlos Gardel, además del premio como Mejor ficción infantil en los Premios Martín Fierro.

## Sinopsis
Patricia (Laura Esquivel), conocida cariñosamente como Patito, tiene que abandonar junto con su madre, Carmen (Griselda Siciliani), la vida humilde en Bariloche para mudarse a la gran ciudad de Buenos Aires. Por motivos de salud, ambas viajan para que Patito reciba el tratamiento médico que necesita. Para sorpresa de Carmen, el médico encargado de este tratamiento será su inolvidable antiguo amor, Leandro (Juan Darthés), el desconocido padre que Patito lleva años queriendo encontrar.
Debido a su pasión por la música, Patito recibe una beca para ingresar en el Pretty Land School of Arts, donde conocerá a Antonella (Brenda Asnicar), la "Reina" del prestigioso colegio privado. Antonella es la hija de Blanca (Gloria Carrá), quien está prometida con Leandro por interés económico. Antonella desconoce que su familia está formada por un grupo de estafadores, motivo por el cual su presunto padre fallecido se encuentra realmente preso en España.
Patito y Antonella se convertirán en mejores amienemigas. A pesar de sus diferencias, ambas comparten los mismos sueños: reencontrarse con sus respectivos padres y triunfar en la música. En el Pretty Land School of Arts se formarán dos grupos decisivos: Las Divinas, lideradas por Antonella y Las Populares, lideradas por Patito, quienes competirán por representar al colegio en el intercolegial de comedia musical.

## Elenco

### Principales
- Laura Esquivel como Patricia Diaz-Rivarola Castro «Patito»
- Brenda Asnicar como Antonella Lamas Bernardi
- Juan Darthés como Leandro Díaz Rivarola
- Griselda Siciliani como Carmen Castro
- Gloria Carrá como Blanca Bernardi
- Gastón Soffritti como Matías Beltrán
- Thelma Fardín como Josefina Beltrán
- Andrés Gil como Bruno Molina
- Marcela López Rey como Inés «de» Díaz Rivarola
- Matías Alé como Fito Bernardi
- Diego Ramos como Andrés Olivieri
- Eva de Dominici como Tamara Valiente
- Camila Outon como Pía Zanetti
- Camila Salazar como Caterina Artina
- Juan Manuel Guilera como Gonzalo Molina
- María Sol Berecoechea como Sol Démini
- Nicole Luis como Luciana Menditegüi
- Santiago Talledo como Guido Leinez
- Nicolás Torcanowsky como Santiago Peep
- Brian Vainberg como Facundo Lamas Bernardi
- Rodrigo Velilla como Felipe Sánchez

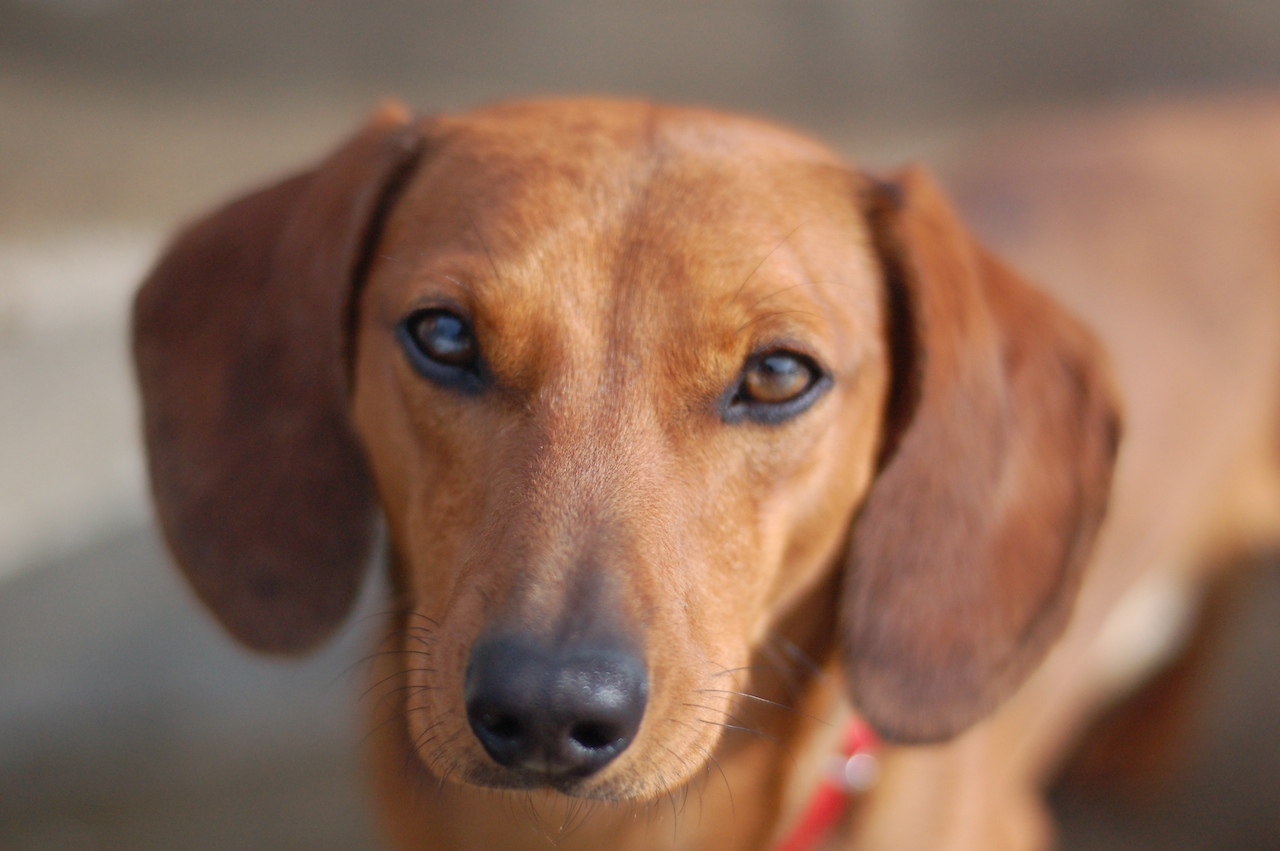
El cariño del público por «Mati», interpretado por Vodka, lo convirtió en un personaje principal de la telenovela, popularizando la raza de perros salchicha.

- Nicolás Zuviría como Alan Luna
- Martín Bossi como Polo
- Vivian El Jaber como Dorinha
- Luciano Cáceres como Germán

### Secundarios
- Virginia Kaufmann como Ayelén (temporada 1 y 2)
- Rodrigo Guirao Díaz como Nicolás Ivanissevich (temporada 1)
- Calu Rivero como Emma Taylor (temporada 1)
- Nicolás D'Agostino como Francisco Ginóbili "Chicho" (temporada 1)
- Florencia Ortiz como Emilia Escobar (temporada 1)
- Vanesa Leiro como Martina (temporada 1)
- Ruben de la Torre como Esteban (temporada 1 y 2)
- Manuel Wirtz como Hernán (temporada 2)
- Fabiana García Lago como Socorro Bernardi (temporada 2)
- Verónica Vieyra como Francisca Rodríguez (temporada 2)
- Carlos Issa como Roberto Lamas (temporada 2)
- Eliana González como Bárbara Serrano "Barbie" (temporada 2)
- Julia Middleton como Guadalupe (temporada 2)
- María Belén Berecoechea como Belén Démini (temporada 2)
- Leonel Deluglio como Vinny (temporada 2)
- Lucas Velasco como Ringo (temporada 2)
- Francisco Verardi como Emmanuel (temporada 2)
- Valentín Villafañe como Damián (temporada 2)
- Diego Treu como José (temporada 2)
- Brenda Chichlowsky como Wendy (temporada 2)
- Olivia Molina como Felicitas (temporada 2)
- Santiago Gómez como Manuel Benítez (temporada 2)
- Marcelo Soave como Ignacio Benítez (temporada 2)
- Cristian Belgrano como Camilo Benitez (temporada 2)
- Lucia Ocampo como Linda (temporada 2)
- Paula Dichello como Ángela (temporada 2)
- Paula Robles como Ana (temporada 2)
- Anabel Cherubito como Majo (temporada 2)
- Guillermo Marcos como Pedro Achaval (temporada 1 y 2)
- Luciano Ruiz como Lucas Vetarini (temporada 1 y 2)
- Patricia Soriano como Consuelo (temporada 2)
- Daniel Di Biase como Alan Taylor (temporada 1)
- Gabriel Galíndez como Roberto Beltrán (temporada 1)
- María Eugenia Bonel como Laura (temporada 1 y 2)
- Silvina Acosta como Lourdes (temporada 1)
- Dalia Elnecavé como Diana (temporada 1)
- Silvia Yori como Petrona González (temporada 1)
- Mimí Ardú como Susana Gibelez (temporada 2)
- Lis Moreno como Milagros (temporada 1)
- Cristina Bertowi como Ana Ginóbili (temporada 1)
- Carolina Molinari como Corradi (temporada 1)

### Invitados
- Florencia de la V como Laisa Roldán (personaje de  Los Roldán) / Directora Sofía (temporada 1 y 2)
- Belinda como ella misma (temporada 1 y 2)
- Elenco de High School Musical como ellos mismos (temporada 1)
- Natalia Oreiro como Patricia González (temporada 1)
- Juanes como él mismo (temporada 1)
- Serafín Zubiri como él mismo (temporada 2)
- Kudai como ellos mismos (temporada 2)

## Episodios
| Temporada | Episodios | Disney Channel      | Disney Channel     | Disney Channel           | Disney Channel      | Canal 13            | Canal 13                |
| Temporada | Episodios | América Latina      | América Latina     | Europa y Asia            | Europa y Asia       | Debut nacional      | Debut nacional          |
| Temporada | Episodios | Comienzo            | Final              | Comienzo                 | Final               | Comienzo            | Final                   |
| --------- | --------- | ------------------- | ------------------ | ------------------------ | ------------------- | ------------------- | ----------------------- |
| 1         | 170       | 23 de julio de 2008 | 3 de abril de 2009 | 14 de septiembre de 2008 | 5 de mayo de 2009   | 10 de abril de 2007 | 14 de diciembre de 2007 |
| 2         | 134       | 28 de julio de 2010 | 6 de marzo de 2011 | 13 de septiembre de 2010 | 31 de marzo de 2011 | 23 de abril de 2008 | 3 de noviembre de 2008  |

### Patito Feo: La historia más linda en el Teatro
Obra teatral de la gira Patito Feo: La historia más linda en el Teatro, grabada el 15 de septiembre de 2007 en el Teatro Gran Rex de Buenos Aires. Está protagonizada por el elenco de la telenovela y sigue la competencia de comedia musical entre Las Populares, lideradas por Laura Esquivel y Las Divinas, lideradas por Brenda Asnicar. El espectáculo fue estrenado en Disney Channel Latinoamérica el 25 de julio de 2008, en Disney Channel España el 5 de febrero de 2010, y en Disney Channel Italia el 25 de mayo de 2010, entre otros países.

### Il Mondo di Patty: La Festa al Cinema
Película-concierto de la gira Patito Feo: El musical con Laura Esquivel. El show, grabado el 19 de julio de 2010 en el estadio Arena de Verona de la ciudad homónima, fue estrenado en cines el 5 de octubre en Italia y está protagonizado exclusivamente por Laura Esquivel, quien interpreta un repertorio formado por canciones pertenecientes a la primera y segunda temporada de la telenovela. El especial cinematográfico documenta el recorrido de la gira por Italia, España, Portugal y Grecia, siendo emitido por tiempo limitado en 200 salas de cine. Del 5 al 7 de octubre, se registraron más de 40.000 espectadores en Italia, calificando al show de la artista como un auténtico fenómeno global.

## Competencias musicales

### Primera Temporada
| Grupos        | Competencias de comedia musical | Competencias de comedia musical | Competencias de comedia musical | Competencias de comedia musical                             | Competencias de comedia musical | Competencias de comedia musical | Competencias de comedia musical                                                                     | Competencias de comedia musical |
| Grupos        | Pretty Land School of Arts      | Pretty Land School of Arts      | Showmatch                       | High School Musical: la selección                           | Pretty Land School of Arts      | Pretty Land School of Arts      | Cantando por un sueño                                                                               | Cantando por un sueño           |
| Grupos        | 1ª Gala                         | 2ª Gala                         | 3ª Gala                         | 4ª Gala                                                     | 5ª Gala                         | 6ª Gala                         | Gala Final                                                                                          | Gala Final                      |
| ------------- | ------------------------------- | ------------------------------- | ------------------------------- | ----------------------------------------------------------- | ------------------------------- | ------------------------------- | --------------------------------------------------------------------------------------------------- | ------------------------------- |
| Las Populares | Amigos Del Corazón              | Y Ahora Qué                     | Fiesta                          | Y Ahora Qué (interpretada por Laura Esquivel como solista)  | Cantemos Más Fuerte             | Fiesta                          | Amigos Del Corazón / Fiesta (grupales) Y Ahora Qué (interpretada por Laura Esquivel como solista)   | Ganadoras (52% votos)           |
| Las Divinas   | Las Divinas                     | Quiero, Quiero                  | Las Divinas                     | Tango Llorón (interpretada por Brenda Asnicar como solista) | Quiero, Quiero                  | Las Divinas                     | Quiero, Quiero / Las Divinas (grupales) Tango Llorón (interpretada por Brenda Asnicar como solista) | Finalistas (48% votos)          |

     Ganadoras de la gala por el voto del público.
     Ganadoras de la gala por el voto del jurado profesional.
     Empate por el voto del jurado profesional.
     Gala sin votaciones por desacuerdo de valoraciones entre el jurado profesional.
     Favoritas de la gala (sin ganadoras por incumplimiento del reglamento).

### Segunda Temporada
| Grupos        | Competencias de comedia musical    | Competencias de comedia musical                                    | Competencias de comedia musical | Competencias de comedia musical          | Competencias de comedia musical | Competencias de comedia musical                                     | Competencias de comedia musical | Competencias de comedia musical       |
| Grupos        | Monumento de los Españoles         | Monumento de los Españoles                                         | Auditorio Nacional de México    | Pretty Land School of Arts               | Pretty Land School of Arts      | Bailando por un sueño                                               | Competencia virtual             | Competencia virtual                   |
| Grupos        | 1ª Gala                            | 1ª Gala                                                            | 2ª Gala                         | 3ª Gala                                  | 4ª Gala                         | 5ª Gala                                                             | Gala Final                      | Gala Final                            |
| ------------- | ---------------------------------- | ------------------------------------------------------------------ | ------------------------------- | ---------------------------------------- | ------------------------------- | ------------------------------------------------------------------- | ------------------------------- | ------------------------------------- |
| Las Populares | A Volar / Fiesta                   | Un Rincón Del Corazón (interpretada por Las Populares Más Divinas) | Amigos Del Corazón / Fiesta     | Más / A Volar                            | A Volar                         | A Volar (interpretada por Laura Esquivel como solista)              | A Volar                         | Finalistas                            |
| Las Divinas   | Diosa, Única, Bonita / Las Divinas | Un Rincón Del Corazón (interpretada por Las Populares Más Divinas) | Quiero, Quiero / Las Divinas    | Diosa, Única, Bonita / Somos Las Divinas | Somos Las Divinas               | Diosa, Única, Bonita (interpretada por Brenda Asnicar como solista) | Las Divinas                     | Ganadoras (récord de visualizaciones) |

     Ganadoras de la competencia virtual por el videoclip con mayor número de visualizaciones.
     Ganadoras de la gala por el voto del jurado profesional.
     Ambos grupos se unen para presentarse ante el público como Las Populares Más Divinas.
     Empate por el voto del jurado profesional.
     Gala sin ganadoras por desacuerdo entre otros colegios de comedia musical que también compiten.
     Gala sin valoraciones para grabar las actuaciones.

#### Olimpiadas de Baile 2008
| Parejas                                                      | Galas en el Pretty Land School of Arts | Galas en el Pretty Land School of Arts | Galas en el Pretty Land School of Arts   | Galas en el Pretty Land School of Arts           |
| Parejas                                                      | 1ª Fase Temática: Salsa                | 2ª Fase Temática: Cuarteto             | 3ª Fase Temática: Rock & Roll            | Gran Final Temática: Clásicos de Disney          |
| Patito (Laura Esquivel) y Bruno (Andrés Gil)                 | Salvada                                | Favorita (Ocho cuarenta - Rodrigo)     | Finalista (Y Qué - Babasónicos)          | Ganadora (La Bella y la Bestia)                  |
| Antonella (Brenda Asnicar) y Matías (Gastón Soffritti)       | Salvada                                | Favorita (Amor Clasificado - Rodrigo)  | Finalista (Radios - Emmanuel Horvilleur) | 2ª Finalista (Un Mundo Ideal - Aladdin)          |
| Josefina (Thelma Fardín) y Guido (Santiago Talledo)          | Salvada                                | Favorita (Que Ironía - Rodrigo)        | Finalista (Prisionero - Miranda!)        | 3ª Finalista (Sueña - El Jorobado de Notre Dame) |
| Pia (Camila Outon) y Gonzalo (Juan Manuel Guilera)           | Salvada                                | Eliminada contra Antonella y Matías    |                                          |                                                  |
| Sol (María Sol Berecoechea) y Santiago (Nicolás Torcanowsky) | Salvada                                | Eliminada contra Patito y Bruno        |                                          |                                                  |
| Tamara (Eva de Dominici) y Facundo (Brian Vainberg)          | Salvada                                | Eliminada contra Josefina y Guido      |                                          |                                                  |
| Caterina (Camila Salazar) y Alan (Nicolás Zuviría)           | Eliminada contra Tamara y Facundo      |                                        |                                          |                                                  |
| Luciana (Nicole Luis) y Felipe (Rodrigo Velilla)             | Eliminada contra Pia y Gonzalo         |                                        |                                          |                                                  |
| Belen (María Belén Berecoechea) y Camilo (Cristian Belgrano) | Eliminada contra Sol y Santiago        |                                        |                                          |                                                  |
| Linda (Lucía Ocampo) y Lucas (Luciano Ruiz)                  | Eliminada contra Antonella y Matías    |                                        |                                          |                                                  |
| Guadalupe (Julia Middleton) y Vinny (Leo Deluglio)           | Eliminada contra Patito y Bruno        |                                        |                                          |                                                  |
| Felicitas (Olivia Molina) y Ringo (Lucas Velasco)            | Eliminada contra Josefina y Guido      |                                        |                                          |                                                  |

## Producción y presentación

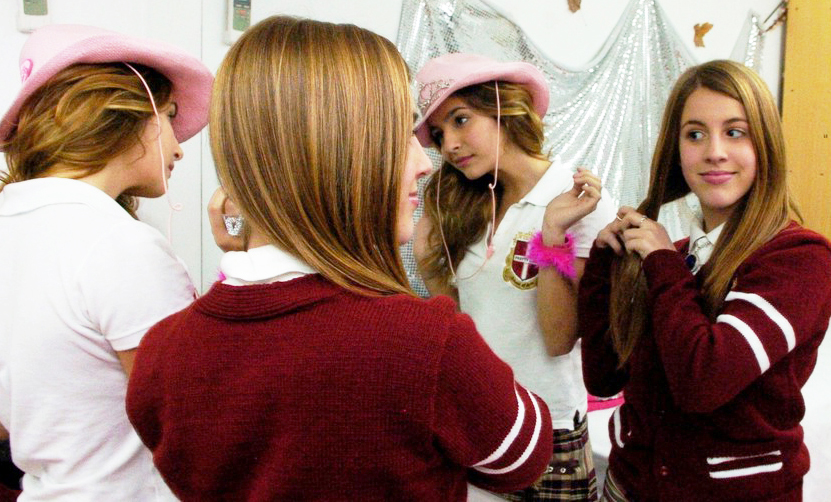
Asnicar (izq.) y Esquivel (der.) durante las grabaciones de Patito Feo.

La serie, escrita por Mario Schajris y Marcela Citterio, fue la primera ficción infanto-juvenil producida por Ideas del Sur, distribuida por Televisa. Está basada en la obra clásica «El patito feo» de Hans Christian Andersen, pero a su vez presenta grandes referencias a diversas películas de culto del cine la década de los 2000.
Las grabaciones comenzaron en febrero de 2007, en las localizaciones naturales de Bariloche y Buenos Aires. Los estudios de Central Park, en la ciudad de Martínez, situaban los decorados para las grabaciones de interior y exterior. Además, algunos episodios fueron rodados en exteriores como el Estadio Alberto J. Armando, Estadio Mâs Monumental, Monumento de los Españoles y en el Auditorio Nacional de México.
El tema de apertura durante las dos temporadas, «Un Rincón Del Corazón», escrito por Carlos Nilson y Mario Schajris, fue interpretado por Laura Esquivel, siendo también el tema de cierre para la primera temporada. Muestra imágenes del elenco, Las Populares y Las Divinas, en el Pretty Land School Of Arts, escuela donde transcurre gran parte de la trama de la serie, al igual que planos característicos del personaje de «Patito» paseando en bicicleta por el Lago Moreno de Bariloche. Durante la segunda temporada, fue utilizado como tema de cierre «Amigos Del Corazón», interpretado por Laura Esquivel junto a Brenda Asnicar.
El 8 de abril de 2007 tuvo lugar la presentación de Patito Feo en el Planetario Galileo Galilei de la ciudad de Buenos Aires, donde se interpretaron ante más de 24.000 personas las canciones que forman parte del álbum debut de la serie, Patito Feo: La historia más linda, las cuales fueron filmadas como promoción para su próximo estreno en televisión argentina (Canal 13) e internacional (Disney Channel). El 19 de abril de 2008 se celebró la premier de la segunda temporada de Patito Feo en el Monumento de los españoles. Durante el show, presentaron el álbum La vida es una fiesta ante más de 100.000 personas, marcando un récord histórico de audiencia en el país. Ese mismo año, la página web de Patito Feo registró más de quince millones de visitas en todo el mundo, anunciándose la apertura de una propia red social remitida al universo de la serie, la Comunidad Oficial de Patito Feo.

## Emisión y éxito internacional

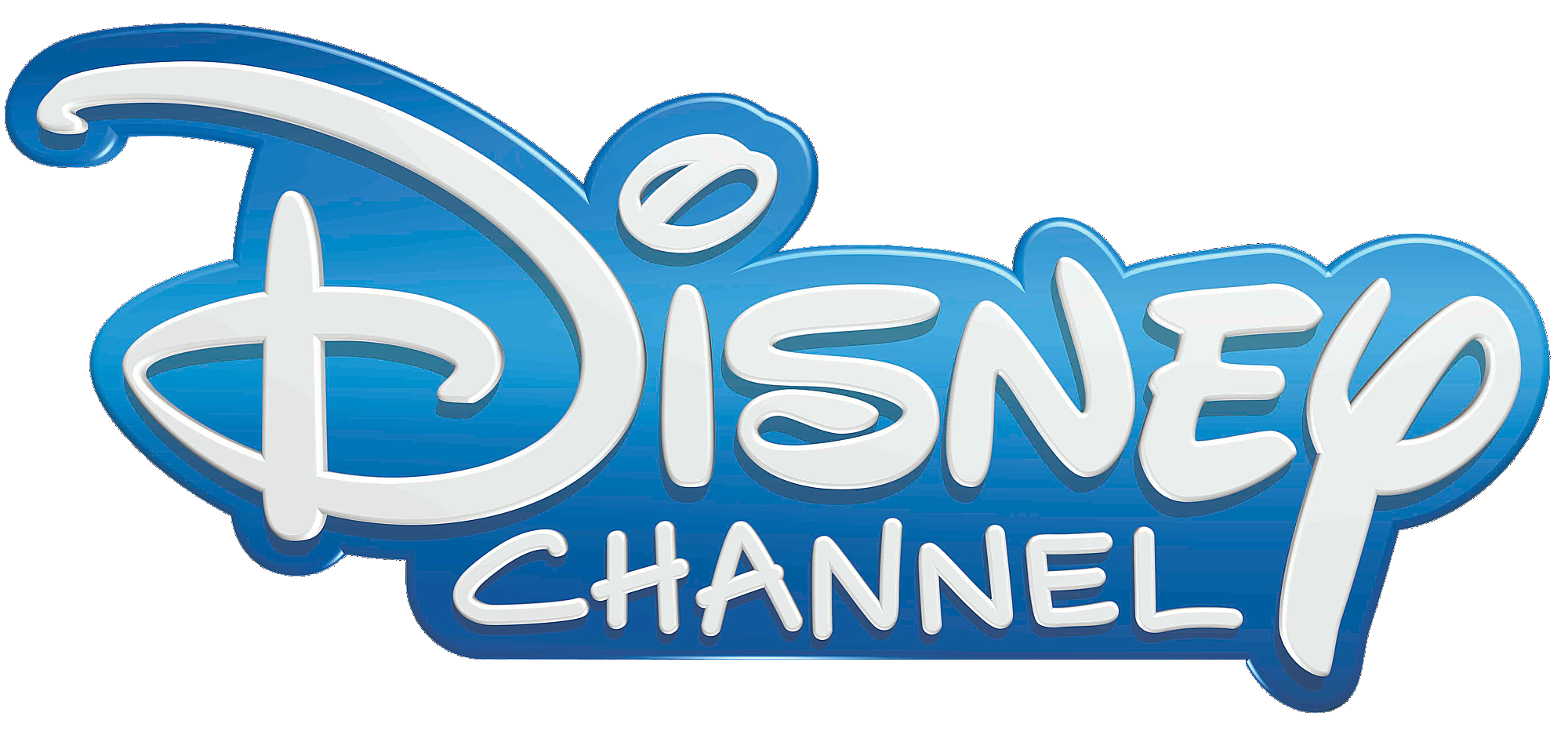
Disney Channel popularizó la serie de forma internacional, inaugurando el triunfo del género telenovela en el canal. Patito Feo marcó un antes y un después en la historia de Disney, al romper récords de audiencia y conseguir la emisión más vista en la historia del canal, logrando que una producción latinoamericana superase por primera vez a las producciones estadounidenses clásicas de la compañía (siguiendo los pasos del éxito masivo de Hannah Montana y High School Musical, consiguiendo más audiencia que That's So Raven o Wizards of Waverly Place, entre otras) y consolidando a Disney Channel como número uno en la televisión por cable, superando a sus principales competidoras. El fenómeno generado por Patito Feo les llevó a confiar en la producción de telenovelas inspiradas en su éxito, tales como Violetta, Soy Luna y Bia.

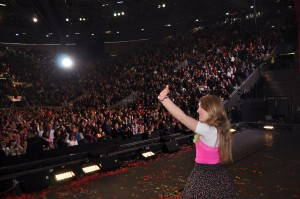
Esquivel despidiéndose de su público en Madrid durante la gira Patito Feo: El musical en 2010.

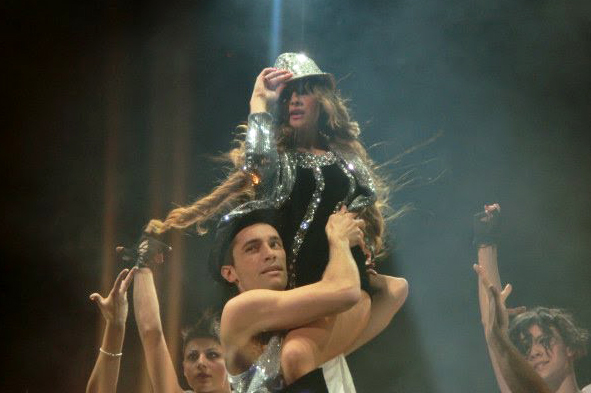
Asnicar interpretando «Tango Llorón» en Roma durante la gira Antonella in Concert en 2011.

Patito Feo se estrenó por primera vez en Argentina el 10 de abril de 2007, en El Trece. Tras el fenómeno causado en el país, fue emitida por Disney Channel a nivel internacional en América Latina, Europa y Asia como Patty’s World (El mundo de Patito), título oficial para los países no hispanohablantes traducido en sus respectivos idiomas (Il Mondo di Patty, O Mundo de Patty, Bota e Patit, Le Monde de Patricia, etc). El 23 de julio de 2008 se estrenó en Disney Channel Latinoamérica, el 14 de septiembre de 2008 en Disney Channel Italia, Disney Channel España, así como en las respectivas cadenas nacionales de Grecia, Chipre, Israel, Albania, Portugal, Francia, Turquía, Rumanía, Bielorrusia, Serbia, República de Macedonia (hoy, Macedonia del Norte), Bosnia y Herzegovina, entre otros, siendo finalmente emitida en más de 50 países, presentando un éxito mundial.
Como respuesta ante los altos índices de audiencia que Patito Feo seguía teniendo a nivel internacional durante el desenlace de su segunda temporada, Ideas del Sur estableció un contrato con Disney Channel Latinoamérica acordando producir episodios exclusivos para emitir en el canal, con la finalidad de otorgarle al público un cierre especial. Se estrenaron aproximadamente 20 episodios nuevos y sus grabaciones duraron dos meses.
Debido a la longevidad de su éxito, se grabaron tres programas especiales de Patito Feo para Disney Channel en Europa, después de que finalizase el rodaje en Argentina: Esperando a Patito, ¡Hasta siempre, Patito! y We Love Patito, los cuales recopilaban los mejores momentos de la serie y adelantos de los nuevos capítulos, presentados por Laura Esquivel desde España entre el 13 de septiembre de 2010 y el 1 de abril de 2011. Además, se grabaron versiones de sus canciones en otros idiomas como promoción para la serie, álbumes y giras musicales en los distintos países del mundo (el tema principal de Patito Feo «Un Rincón Del Corazón» cuenta con su propia versión en portugués, francés, griego, hebreo, turco e italiano).

## Influencia cultural

### Valores sociales en el desarrollo de la infancia y la adolescencia

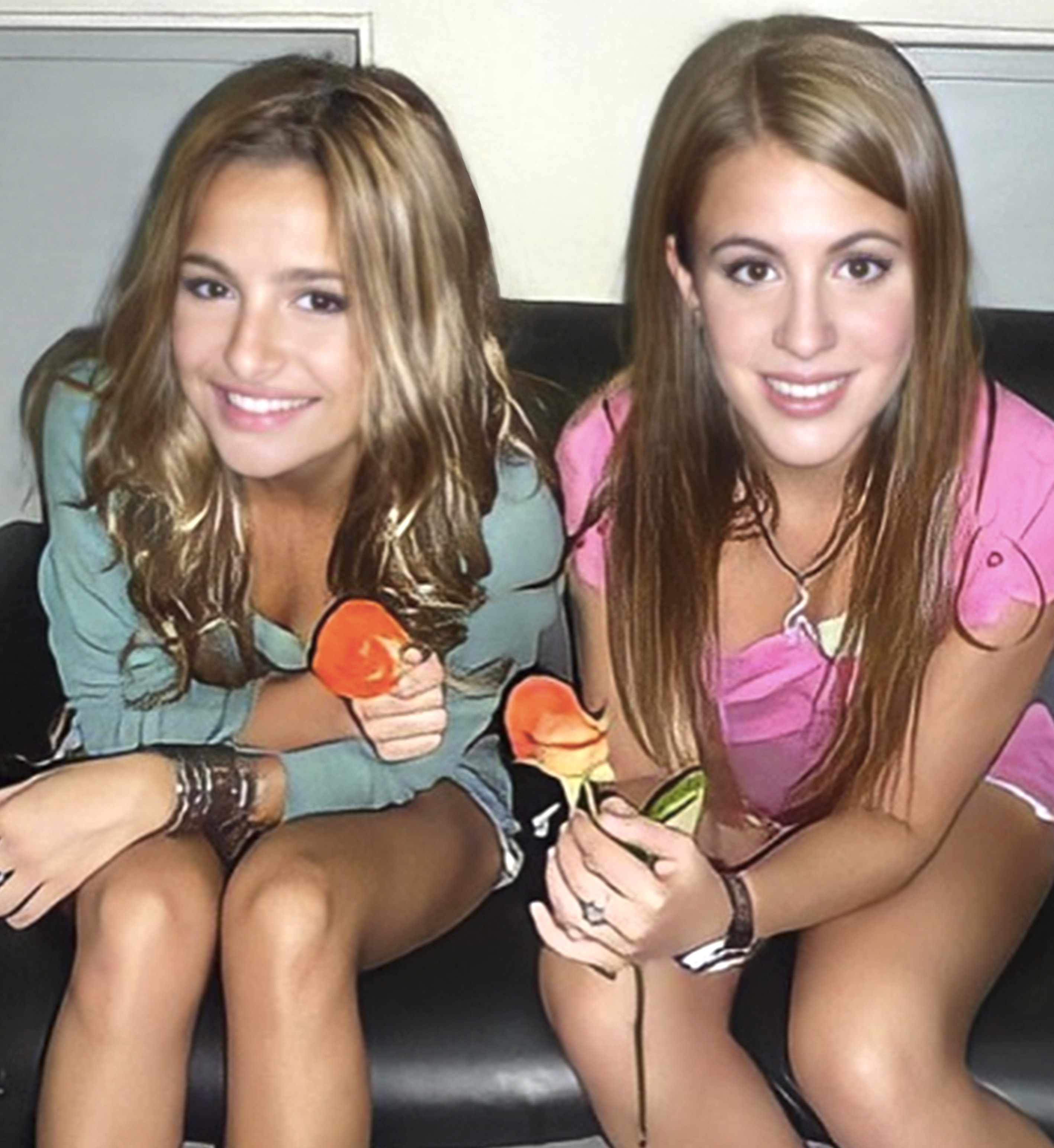
Asnicar (izq.) y Esquivel (der.) visitando Radio Disney en 2009. Ambas artistas fueron de gran impacto en la cultura popular de la época y la importancia de atender los problemas sociales presentes en la infancia y la adolescencia, tales como el bullying.

Patito Feo generó impacto entre la sociedad debido a la gran identificación por parte de los espectadores con las protagonistas, y los mensajes que podrían transmitir a los seguidores más jóvenes de la serie.
Laura Esquivel y Brenda Asnicar, quienes interpretaron a Patito y Antonella respectivamente, trataban por primera vez en televisión temas sociales presentes en las escuelas, los cuales habían sido ignorados anteriormente en los medios, tales como la discriminación y el bullying, consiguiendo iniciar conversaciones sobre dichas situaciones y otorgarles la ayuda profesional que requieren.
La autoestima positiva constituye uno los puntos claves de la trama de la serie, puesto que las protagonistas, a través del desarrollo de sus personajes, muestran un ejemplo de superación de las inseguridades y los miedos propios de la adolescencia, enseñando la importancia de la belleza interior. Además, la serie se enfocó desde una realidad muy común, como la rivalidad que la sociedad fomenta entre mujeres y la importancia de establecer una alianza entre ellas, mostrando como la unión hace la fuerza y generando un debate de valores.
La trama cuestiona de manera firme el tipo de relaciones humanas presentes en la sociedad actual, invitando a reflexionar sobre los problemas que existen en las aulas de hoy en día, los cuales refleja el programa de televisión.

### Visibilidad LGBT

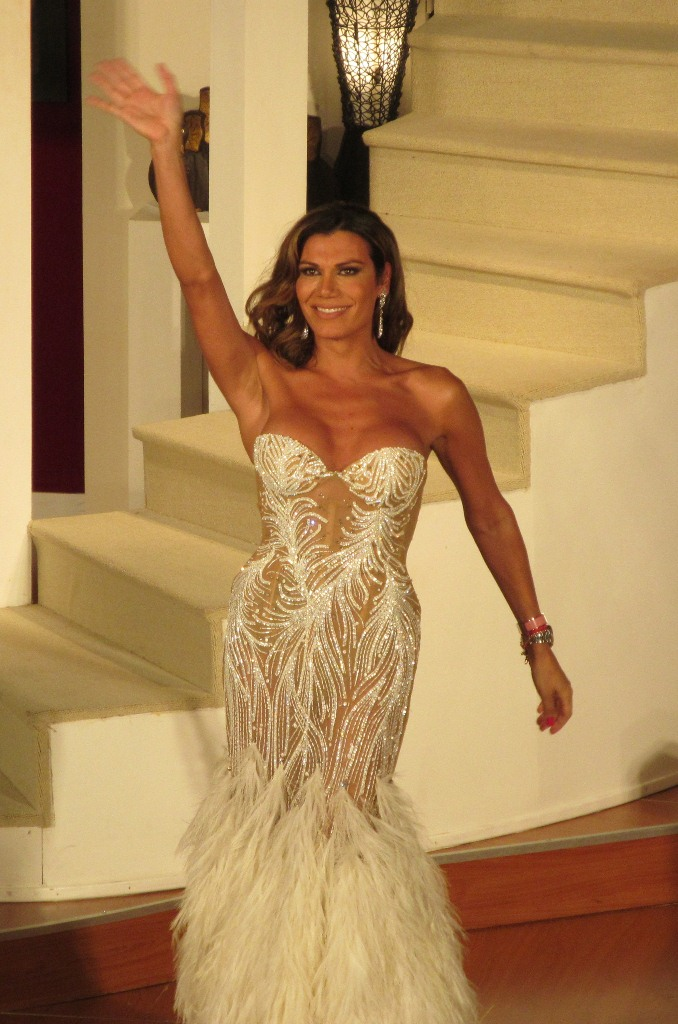
Florencia de la V, actriz reconocida como icono LGBT en Argentina al protagonizar uno de los primeros casos en ejercer el derecho de cambio de nombre de nacimiento y documento acorde a su identidad y expresión de género.

Patito Feo fue la primera telenovela destinada al público infantil-juvenil que contó con una actriz trans en su reparto, siendo la primera serie emitida en Disney Channel en dar visibilidad al colectivo LGBT, gracias a la participación especial de Florencia de la V, quien protagonizó uno de los primeros casos en Argentina en ejercer el derecho de cambio de nombre de nacimiento y documento acorde a su identidad y expresión de género.
La participación especial de la actriz en la primera temporada como Laisa Roldán (artista invitada) y su papel como Directora Sofía en la segunda temporada, generó controversia por parte de grupos conservadores católicos de la época, quienes comparaban las producciones estadounidenses de Disney Channel con Patito Feo y sus criterios morales, pidiendo sin ningún éxito el boicot a la serie.

«A un guionista de Disney en Los Ángeles no le pasa por la cabeza proponer a un personaje trans como nuevo director de la escuela en la serie televisiva de los Jonas Brothers. Ni mucho menos que Billy Cyrus, padre de la famosa Miley Cyrus, se apasionara por una guapísima actriz trans en "Hannah Montana". Imposible. Sin embargo todo eso acontece en la segunda temporada de "Patito Feo", la telenovela de más audiencia en Disney Channel.»

En Disney Channel España, así como en otros países europeos, la crítica conservadora no influyó en la participación de la actriz. En cambio, la propia producción de Disney Channel Italia censuró la presencia de Florencia de la V en ambas temporadas de la serie, eliminando las escenas en las que aparece y realizando modificaciones en los episodios durante su emisión. Los seguidores italianos de Patito Feo denunciaron en internet dicha censura y mostraron su completa oposición ante la decisión, puesto que, no se trataban de escenas inapropiadas o violentas, sino de un personaje apto para el canal familiar y relevante en la trama, cuya censura fue injustificada. Dicha censura fue retirada durante sus posteriores reposiciones.

«La incorporación de Florencia de la V al elenco de la segunda temporada de "Patito Feo" ha generado polémica entre sectores conservadores de Italia que acusan en blogs afines que Disney Channel tiene una moral distinta dentro y fuera de Estados Unidos. Algunos blogs relacionados con sectores de familias católicas piden el boicot a la serie. Sin embargo la iniciativa conservadora parece que tendrá muy poco hueco entre los españoles. Por fortuna, en este caso, España no es EEUU. La presencia Florencia de la V es tomada por la mayoría de los españoles como algo normal y un reconocimiento de la dignidad, la singularidad y del propio proyecto de vida de las personas trans.»

### Censura en Disney Channel
Elastic Rights, empresa distribuidora de Patito Feo en Europa, censuró para su emisión imágenes no aptas para el canal familiar (escenas románticas consideradas inapropiadas para Disney Channel, escenas violentas que se desarrollan a lo largo de la trama, etc.), a diferencia de América Latina y Asia, continentes donde se emitieron ambas temporadas sin censura. Por otro lado, la emisión internacional de Patito Feo enfrentó ciertos problemas de derechos de autor al no poder distribuirse contenido exclusivo perteneciente a la cadena original, Canal 13, el cual se presentaba al finalizar los capítulos. Este contenido incluye backstage de las grabaciones e imágenes del elenco y su participación en el programa de la misma cadena Bailando por un sueño Argentina, entre otros. 
En el formato original (170 capítulos para la primera temporada y 134 para la segunda temporada), no se mantiene una línea de duración. Los capítulos pueden presentar una duración de 50, 40 o 35 minutos aproximadamente (emitiéndose contenido extra al finalizar los mismos). Por este motivo, Elastic Rights modificó el formato de los capítulos, con el objetivo de mantener una duración de 50 minutos aproximadamente para todos durante ambas temporadas. Por ello, más la censura añadida, la versión europea consta de 155 capítulos para la primera temporada y 110 para la segunda temporada.

## Discografía

### Bandas sonoras
- 2007: Patito Feo: La historia más linda
- 2007: Patito Feo en el Teatro
- 2008: La vida es una fiesta

### Álbumes en vivo
- 2010: Patito Feo: El musical más bonito

## Giras de conciertos
- 2007-2008: Patito Feo: La historia más linda en el Teatro
- 2009: Patito Feo: El Show más lindo
- 2009-2011: Patito Feo: El musical con Laura Esquivel
- 2011: Antonella en Concierto con Brenda Asnicar

## Productos

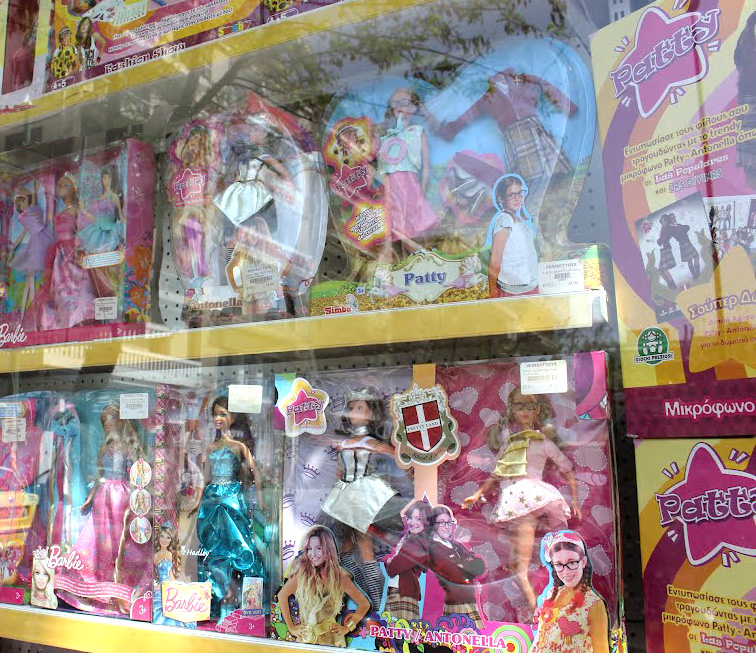
Muñecas de las protagonistas de Patito Feo en la sección de Barbie de Toys "R" Us en Grecia; 2011.

Tras el éxito de la serie, fueron lanzados por PlayStation dos videojuegos de Patito Feo, acompañados de una amplia gama de merchandising a nivel internacional, destacando una colección de libros, novelas bestseller y revistas, y productos como DVDs, material escolar, ropa (colección de moda exclusiva en El Corte Inglés entre 2009 y 2011) calzados (Cover Your Bones, entre otras marcas), muñecas, perfumes, maquillaje, accesorios, juegos de mesa, juguetes electrónicos, coleccionables, revistas, disfraces y decoraciones. Patito Feo: El juego más bonito fue publicado el 4 de noviembre de 2010 para PSP, recibiendo el premio a Mejor Producto Del Año, otorgado por Televisa. SingStar Patito Feo fue publicado el 3 de diciembre de 2010 para PlayStation 3 y PlayStation 2, recopilando en forma de karaoke los mayores hits de su banda sonora.

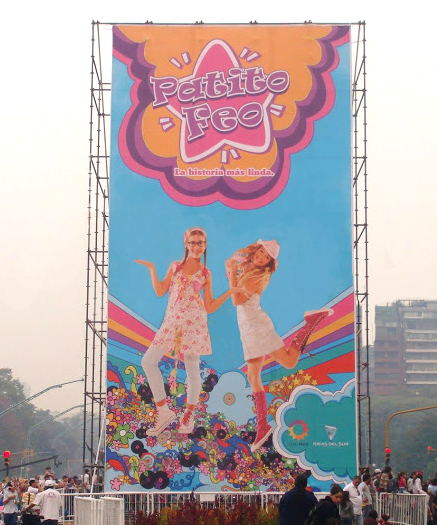
Campaña publicitaria distribuida en Europa, Asia y América Latina.

### Videojuegos
- 2010: Patito Feo: El juego más bonito (PlayStation Portable)
- 2010: SingStar Patito Feo (PlayStation 2 / PlayStation 3)

### Libros
Desde 2009 hasta 2012, fue publicada en Europa y Asia una colección de libros bestseller de Patito Feo, de la mano de las editoriales Planeta Junior (España y Portugal), Sperling & Kupfer (Italia), Minoas (Grecia y Chipre) y Doğan Egmont (Turquía), compuesta por diversas ediciones traducidas y adaptadas al idioma de los respectivos países. La colección se constituye de 12 novelas publicadas en orden cronológico siguiendo la trama de la primera y segunda temporada de Patito Feo: Un Mundo Nuevo, El Poder De La Amistad, El Gran Sueño, La Magia Del Primer Beso, Una Sorpresa Maravillosa, Un Viaje Inolvidable, Amigas Del Corazón, Una Canción Para Todos, Serán famosas, Todo se puede lograr, ¡Feliz cumpleaños, Patito! y ¡Persigue tus sueños!. También fueron publicados 3 libros especiales inspirados en los diarios de las protagonistas, los cuales tienen una gran presencia en la propia serie: El Diario Secreto De Patito, El Diario Secreto De Antonella y Patito Feo: TQM, así como el Tour Book Patito Feo: El musical más bonito, sobre la gira de Laura Esquivel en Europa.

### Revista
La revista oficial de Patito Feo ha sido comercializada de forma mensual entre 2007 y 2013 en América Latina, Europa y Asia, contando con diversas ediciones traducidas y adaptadas al idioma de los respectivos países. La revista, presentada desde el comienzo de la telenovela, ha mantenido su publicación incluso después de la finalización de la misma y durante la emisión de sus reposiciones a lo largo de los años. Sus principales temas abordaban el seguimiento del elenco de Patito Feo y sus proyectos tras las grabaciones de la serie, así como noticias, actualidad, moda y cultura pop adolescente de la década de los 00s y principios de 10s. Entre las publicaciones más longevas de la revista, destacan Italia (32 números entre 2009 y 2012); Argentina, México y Colombia (24 números entre 2007 y 2009); España y Portugal (21 números entre 2009 y 2011); Grecia y Chipre (20 números entre 2010 y 2012) y Turquía (19 números entre 2011 y 2013).

### DVDs
Temporadas y especiales:
- Patito Feo: Primera Temporada. Comercializada completa en Italia (Il Mondo Di Patty - 10 volúmenes entre 2009 y 2010), España (completa en 7 volúmenes entre 2009 y 2010) Grecia y Chipre (Patty - completa en 3 maxi-volúmenes en 2011). Comercializados 120 episodios en Portugal (O Mundo De Patty - 6 volúmenes entre 2010 y 2011). También fue publicado un volumen Fan Edition que recopila los mejores momentos de la primera temporada en Argentina (2009), México (2009) y España (2010).
- Patito Feo: Segunda Temporada. Comercializada completa en Italia (Il Mondo Di Patty 2º Serie - 6 volúmenes en 2011). Comercializados 40 episodios en España (1 volumen en 2011). Ese mismo año, debido a batallas legales sobre los derechos de autor de Patito Feo en la productora Ideas del Sur, cesaron los derechos de comercialización en DVD y CD, por ello, no pudieron seguir publicándose más DVD's de la telenovela.
- Patito Feo: La gira más linda. Documental de la gira Patito Feo: La historia más linda en el Teatro, publicado en DVD en América Latina (2008).

Películas-concierto:
- Patito Feo: La historia más linda en el Teatro. Obra teatral grabada en Buenos Aires como parte de la gira Patito Feo: La historia más linda en el Teatro. Fue publicado en formato CD y DVD, con una edición estándar para América Latina y ediciones especiales para Europa. En Italia, el CD fue publicado como Il Mondo Di Patty: La storia più bella... continua, incluyendo un disco extra con videoclips. El DVD con el show de la gira fue publicado como Il Mondo Di Patty: Il musical più bello versione originale. En España, se publicó en formato CD+DVD como Patito Feo: La historia más bonita en el Teatro, incluyendo tanto la banda sonora como el propio show completo de la gira.
- Patito Feo en el Monumento de los Españoles. Show en Buenos Aires de presentación de la segunda temporada de Patito Feo, publicado en América Latina (2008) e Italia (2010) en formato especial CD+DVD como reedición 'Fan Edition' del álbum La vida es una fiesta (en Italia: Il mondo di Patty: La vita è una festa Fan Edition).
- Patito Feo: El musical más bonito. Show en Madrid parte de la gira Patito Feo: El musical con Laura Esquivel, publicado en formato CD+DVD en España (2010).
- Patty: Laura Esquivel Live in Athens. Show en Atenas parte de la gira Patito Feo: El musical con Laura Esquivel, publicado en formato CD+DVD en Grecia y Chipre (2011).

### Muñecas
La empresa alemana de juguetes Simba, encargada de la producción y distribución de las muñecas de la franquicia Princesas Disney en Europa en la década de los 2000 e inicios del 2010, lanzó al mercado una línea de muñecas oficiales de Patito Feo entre los años 2009 y 2011. Las muñecas están basadas en las protagonistas (Laura Esquivel y Brenda Asnicar) y sus diferentes modelos de ropa correspondientes a la primera y segunda temporada de la serie, incluyendo el uniforme escolar del Pretty Land y conjuntos que las actrices usaban en sus conciertos. La colección se compone de muñecas individuales básicas, muñecas deluxe interactivas con conjuntos de ropa extra, packs dobles y accesorios.

## Premios y nominaciones
| Año  | Premiación                 | Categoría                                    | Resultado |
| ---- | -------------------------- | -------------------------------------------- | --------- |
| 2007 | Premios Martín Fierro      | Mejor Programa Infantil/Juvenil              | Ganador   |
| 2007 | Premios Clarín             | Mejor Ficción Diaria                         | Nominado  |
| 2008 | Premios Gardel             | Mejor Álbum Infantil                         | Ganador   |
| 2008 | Premios Gardel             | CD Más Vendido Del Año                       | Ganador   |
| 2008 | Premios Gardel             | DVD Más Vendido Del Año                      | Ganador   |
| 2008 | Premios Gardel             | Ringtone Más Vendido Del Año («Las Divinas») | Ganador   |
| 2008 | Premios Martín Fierro      | Mejor Programa Infantil/Juvenil              | Nominado  |
| 2008 | Premios Clarín             | Mejor Ficción Diaria                         | Nominado  |
| 2008 | Premios Emmy               | Children & Young People                      | Nominado  |
| 2010 | Festival El Chupete        | Mejor Ficción Infantil                       | Ganador   |
| 2010 | Televisa Consumer Products | Mejor Producto Del Año                       | Ganador   |

## Adaptaciones
| Año       | País   | Cadena   | Nombre           |
| --------- | ------ | -------- | ---------------- |
| 2009-2010 | México | Televisa | Atrévete a soñar |